# Exochus stenus
Exochus stenus är en stekelart som beskrevs av Chiu 1962. Exochus stenus ingår i släktet Exochus och familjen brokparasitsteklar. Inga underarter finns listade i Catalogue of Life.